# Schizonyxhelea guyana
Schizonyxhelea guyana är en tvåvingeart som beskrevs av Clastrier 1984. Schizonyxhelea guyana ingår i släktet Schizonyxhelea och familjen svidknott.
Artens utbredningsområde är Franska Guyana. Inga underarter finns listade i Catalogue of Life.